# Vagó de tren

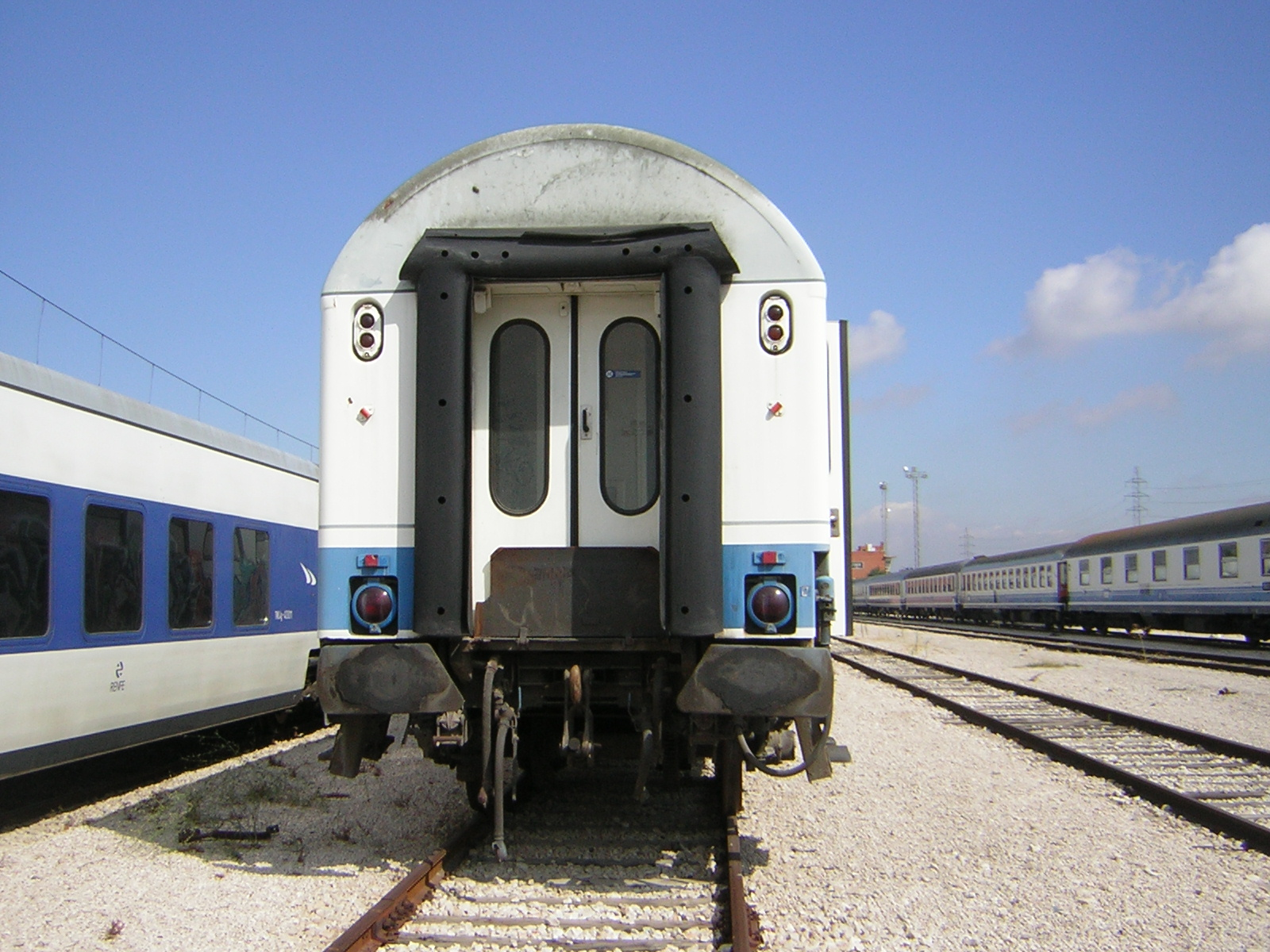
Cotxe de viatgers convencional (centre) i caixa tipus Talgo (esquerra).

Un vagó de tren és un tipus de material rodant ferroviari autònom que pot acoblar amb altres per formar un tren i que no té tracció pròpia. Existeixen, principalment, tres tipus:
- Els vagons de mercaderies
- Els cotxes de passatgers
- Els furgons[1]